# Сасия, Хосе
Хосе́ Франси́ско Са́сия Лу́го (исп. José Francisco Sasía Lugo; 27 декабря 1933 или 1934, Трейнта-и-Трес — 30 августа 1996, Монтевидео) — уругвайский футболист, нападающий. Выступал за сборную Уругвая. Участник двух чемпионатов мира по футболу — 1962 и 1966 годов. Обладатель кубка Америки по футболу 1959.

## Биография
Его детство прошло в смиренной семье баскского происхождения, которая прибыла в Уругвай в начале XX века. Как старший сын, он получил в наследство имена своего отца Франсиска Сервандо Сасиаса и дяди Иполито Хосе Сасиаса. Унаследовал физическую крепость, что было важно в футболе.
Двоюродный брат уругвайского музыканта Вальдемара Сасиаса.

### После футбола
После завершения карьеры игрока, Хосе некоторое время посвятил себя своим хобби, чтобы потом возвратиться уже как главный тренер некоторых южноамериканских команд.

## Достижения

### На клубном уровне
- Чемпион Уругвая: 1957, 1961, 1962, 1964.
- Обладатель кубка Либертадорес: 1961.
- Обладатель Межконтинентального кубка: 1961
- Чемпион Парагвая: ? (как тренер)

### На уровне сборных
- Чемпион Южной Америки: 1959.

## Личная жизнь
Его внуки Родриго (р. 1989) и Леандро Кабрера (р. 1991) также стали футболистами.